# Rondissone
Rondissone is een gemeente in de Italiaanse provincie Turijn (regio Piëmont) en telt 1668 inwoners (31-12-2004). De oppervlakte bedraagt 10,6 km², de bevolkingsdichtheid is 157 inwoners per km².

## Demografie
Rondissone telt ongeveer 702 huishoudens. Het aantal inwoners daalde in de periode 1991-2001 met 4,7% volgens cijfers uit de tienjaarlijkse volkstellingen van ISTAT.
| Jaar | Inwoneraantal |
| ---- | ------------- |
| 1991 | 1737          |
| 2001 | 1655          |

## Geografie
Rondissone grenst aan de volgende gemeenten: Mazzè, Cigliano (VC), Saluggia (VC), Chivasso, Torrazza Piemonte, Verolengo.
1. ↑  https://demo.istat.it/?l=it.